# 에드워드 그랜트
에드워드 그랜트(Edward Grant, 1926년 4월 6일 ~ 2020년 6월 21일)는 중세 과학 분야의 미국의 역사가이다.
미국 인디애나대학 교수이다. 1957년 위스콘신대학에서 박사 학위를 받은 이래로 중세 과학의 여러 측면들, 특히 중세 자연철학 및 우주론에 관한 연구를 해 오고 있다.

## 저서
- Much Ado about Nothing: Theories of Space and Vacuum from the Middle Ages to the Scientific Revolution(1981)
- The Foundations of Modern Science in the Middle Ages: Their Religious, Institutional and Intellectual Contexts(1996)
- Planets, Stars, and Orbs: The Medieval Cosmos, 1200-1687(1996)
- God and Reason in the Middle Ages(2001)
- Science and Religion, 400 B.C. to A.D. 1550: From Aristotle to Copernicus(2006)
- A History of Natural Philosophy: From the Ancient World to the Nineteenth Century(2007)
- The Nature of Natural Philosophy in the Late Middle Ages(2010)

## 편저서
- A Source Book in Medieval Science(1974)